# Сом, Брам
Брам Сом (нидерл. Bram Som, МФА: [ˈbrɑm ˈsɔm]) — нидерландский бегун на средние дистанции, который специализируется в беге на 800 метров.

## Личные рекорды
- 800 метров — 1.43,45
- 1000 метров — 2.17,01
- 1500 метров — 3.42,75

## Достижения
| Год  | Соревнования                   | Город     | Место | Время   |
| ---- | ------------------------------ | --------- | ----- | ------- |
| 1998 | Чемпионат мира среди юниоров   | Анси      | 5-е   | 1.48,36 |
| 1999 | Чемпионат Европы среди юниоров | Рига      | 3-е   | 1.50,96 |
| 2002 | Чемпионат Европы               | Мюнхен    | 6-е   | 1.48,56 |
| 2003 | Чемпионат мира в помещении     | Бирмингем | 5-е   | 1.47,00 |
| 2004 | Легкоатлетический финал        | Монако    | 3-е   | 1.46,33 |
| 2006 | Чемпионат Европы               | Гётеборг  | 1-е   | 1.46,56 |
| 2006 | Легкоатлетический финал        | Штутгарт  | 2-е   | 1.47,10 |
| 2006 | Кубок мира                     | Афины     | 2-е   | 1.45,13 |
| 2009 | Чемпионат мира                 | Берлин    | 7-е   | 1.45,86 |
| 2009 | Легкоатлетический финал        | Салоники  | 4-е   | 1.45,86 |